# Johannes Stark

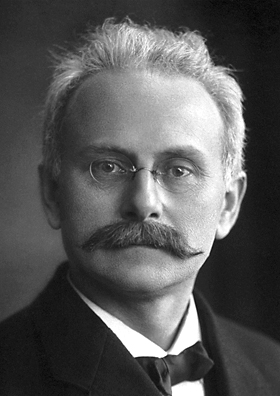
Johannes Stark (vor 1919)

Johannes Nikolaus Stark, auch Johann Nikolaus Stark (* 15. April 1874 in Schickenhof, heute Ortsteil von Freihung; † 21. Juni 1957 auf Gut Eppenstatt bei Traunstein), war ein deutscher Physiker, Träger des Nobelpreises für Physik und Anhänger des Nationalsozialismus sowie Vertreter der antisemitischen Deutschen Physik.

## Leben
Johannes Stark, geboren im Weiler Schickenhof der damaligen Gemeinde Thansüß (heute Ortsteil von Freihung) im Kreis Amberg als Sohn eines Landwirts, besuchte erst die Königlich Bayerische Studienanstalt in Bayreuth, dann das Alte Gymnasium (heute Albertus-Magnus-Gymnasium) in Regensburg. Nach dem mit sehr gut in allen Prüfungsfächern abgeschlossenen Abitur studierte er Physik, Mathematik, Chemie und Kristallographie an der Ludwig-Maximilians-Universität in München. Dort promovierte er 1897 bei Eugen von Lommel mit einer Dissertation mit dem Thema Untersuchungen ueber einige physikalische, vorzüglich optische Eigenschaften des Russes und blieb danach als Assistent bei seinem Doktorvater in München.
1900 unterrichtete er an der Universität Göttingen, wo er sich bald habilitierte und 1906 zum außerordentlichen Professor ernannt wurde. 1905 hatte er den optischen Doppler-Effekt in Kanalstrahlen entdeckt. 1908 wurde er nach einem dreijährigen Intermezzo an der TH Hannover als ordentlicher Professor an die RWTH Aachen berufen. 1913 wies er die heute als Stark-Effekt bezeichnete Aufspaltung der Spektrallinien in elektrischen Feldern nach. Im selben Jahr wurde er zum korrespondierenden Mitglied der Göttinger Akademie der Wissenschaften gewählt. 1917 ging er an die Universität Greifswald. 1919 erhielt er für seine beiden Entdeckungen den Physik-Nobelpreis. 1920 ging er an die Universität Würzburg. Dort stieß er 1921 im Zusammenhang mit einem gescheiterten Habilitationsversuch seines Schülers Ludwig Glaser auf Widerstand von Kollegen. Nach der Niederlage in diesem Konflikt legte Stark 1922 aus Protest seine Professur nieder. Er zog sich in seine Heimat nach Ullersricht bei Weiden in der Oberpfalz zurück, gründete mit seinem Nobelpreisgeld ein privates Labor und betätigte sich als Unternehmer, erst als Porzellanfabrikant (Bavaria Porzellanmanufaktur AG), dann als Ziegeleibesitzer. Bei Ernennung des Präsidenten der Physikalisch-Technischen Reichsanstalt (PTR) in dieser Zeit wurde er ebenso wie bei weiteren Berufungen nicht berücksichtigt, was ihn wohl zunehmend verbitterte.

### Politische Tätigkeit
Stark engagierte sich bereits Anfang der 1920er Jahre im völkisch-antisemitischen Milieu. Er nahm zeitweise eine führende Rolle in der Ortsgruppe Weiden des „Bundes Bayern und Reich“ ein, war im Dezember 1923 Mitbegründer und Vorstand einer Ortsgruppe des „Deutschen Freiheitsbundes“ und gab von Januar bis Ende Februar 1924 die kurzlebige, völkisch-antisemitische Hetzschrift „Volks-Gemeinschaft“ heraus. Im Jahre 1930 wurde Johannes Stark Mitglied der NSDAP, mit der er schon lange sympathisierte.
Mit der Machtübergabe an die NSDAP und deren Bündnispartner 1933 entstand für ihn eine neue Lage, denn als Nationalsozialist begrüßte er entschieden das Ende des Weimarer Verfassungsstaats und die Errichtung des NS-Systems: „Endlich“ sei „die Zeit gekommen, da wir unsere Auffassung von Wissenschaft und Forschern zur Geltung bringen können.“ Dafür war er bereits zehn Jahre zuvor aktiv eingetreten. Lange schon hatte er sich wegbereitend als politischer Publizist und in der heimatlichen Region um seinen neuen Wohnort auf Gut Eppenstatt bei Traunstein an Parteikampagnen betätigt.
Für Dieter Hoffmann und Mark Walker stellte Stark, der sich mit wenigen anderen wie Philipp Lenard aus der „physikalischen Hauptströmung“ verabschiedet habe, „das wohl bekannteste und infamste Beispiel der nationalsozialistischen Einflussnahme auf die Physik“ dar, nämlich mit seinem Versuch, eine „Bewegung der sogenannten Deutschen Physik“ zu gründen, die „arisch“ und „weniger jüdisch“ sein sollte. Dazu dienten ihm Ernennungen, Fördergelder und Veröffentlichungen.
Im Mai 1933 wurde er von Reichsinnenminister Wilhelm Frick zum Präsidenten der Physikalisch-Technischen Reichsanstalt (PTR) nach Berlin berufen, und zwar als Nachfolger des aufgrund des Gesetzes zur Wiederherstellung des Berufsbeamtentums als Regime-Gegner entlassenen Friedrich Paschen. Im September 1933 äußerte Stark auf einer Tagung der deutschen Physiker, dass nun, wie der „Führer die Verantwortung für das deutsche Volk übernähme, er [Stark] die Verantwortung für die Physik übernehmen wolle“. Stark beabsichtigte eine völlige Neuorganisation des Faches Physik in Deutschland unter der Steuerungsoberhoheit der Reichsanstalt. Die Preußische Akademie der Wissenschaften wollte ihn im Herbst 1933 als Mitglied aufnehmen, was durch den Physiker Max von Laue jedoch verhindert wurde. Von 1933 bis 1934 war Stark Mitglied des Senats der Kaiser-Wilhelm-Gesellschaft. Weiteren Machtzuwachs erhielt Stark, als er 1934 Präsident der Deutschen Forschungsgemeinschaft (DFG) wurde. Unter seiner Präsidentschaft wurde der NS-Chefideologe Alfred Rosenberg zum Schirmherrn und Ehrenpräsidenten der DFG berufen. Die DFG förderte wissenschaftliche Projekte aufgrund von Projektanträgen von Wissenschaftlern. Stark soll Anträge von Wissenschaftlern häufig durch ein persönliches Votum abgelehnt haben: Präsident Stark verfügt Ablehnung. 1934 wurde er Mitglied der Leopoldina, aus der er im Februar 1938 wieder austrat, und zwar aus Protest gegen die Mitgliedschaft des Leopoldina-Präsidenten Emil Abderhalden in der Päpstlichen Akademie der Wissenschaften. Anderes förderte er. 1934 erklärte er, es seien nun „in Verbindung mit dem Reichsinnenministerium ... umfangreiche Forschungen zur Rassenhygiene eingeleitet worden.“ Die würden die „Gesetzgebung auf diesem Gebiet untermauern und ausgestalten helfen“. Das betraf „Asoziale“, „Zigeuner“, „Erbkranke“ und andere als „Ballastexistenzen“ rassenhygienisch Unerwünschte. Eines seiner Lieblingsprojekte war sein fehlgeleiteter Versuch, aus den bayerischen Mooren Gold zu gewinnen, was beträchtliche Fördergelder verschlang.
Durch Parteinahme in internen nationalsozialistischen Konflikten setzte er sich gelegentlich Schwierigkeiten aus. So war er 1936 gezwungen, die Führung der DFG an den mit dem Reichsminister für Wissenschaft Bernhard Rust befreundeten Wehrchemiker Rudolf Mentzel  abzugeben. Dennoch stellte er seine Parteimitgliedschaft nie in Frage.
1937 publizierte er im Organ der SS Das Schwarze Korps unter dem Titel Weiße Juden in der Wissenschaft einen ganzseitigen Artikel, in dem er Heisenberg als „Ossietzky der Physik“ bezeichnete und sich darüber beklagte, dass nach der „Ausschaltung“ jüdischer Wissenschaftler an den Hochschulen diese nun „Verteidiger und Fortsetzer in den arischen Judengenossen und Judenzöglingen“ gefunden hätten. Damit griff er die im modernen Antisemitismus seit langem übliche Paarung „Juden und Judenfreunde“ auf, von denen letztere als „verjudet“ galten. Für seine besonderen Verdienste in der Forschungsabteilung Judenfrage erhielt er 1937 die Ehrenmitgliedschaft des Reichsinstituts für Geschichte des neuen Deutschlands.
Nach Kriegsende war Stark in Bayern Angeklagter in einem Spruchkammerverfahren. Er hatte dabei mehrere deutsche Spitzenphysiker, darunter Max von Laue, Werner Heisenberg und Arnold Sommerfeld, als Zeugen gegen sich. Am 20. Juli 1947 wurde er als Hauptschuldiger (Kriegsverbrecher) eingestuft und zu vier Jahren Arbeitslager verurteilt. Die Berufungsverhandlung führte – wie generell in den Entnazifizierungsverfahren – 1949 zu der milderen Einstufung als Mitläufer und zu einer Geldstrafe. In der Begründung hieß es, Stark habe in seinen Ämtern „nie einseitig zum Schaden von Nicht-Nationalsozialisten“ unter den Mitarbeitern gehandelt und sein „ideologisches Eintreten für den Nationalsozialismus“ habe ihn „nie zu verwerflichen Handlungen geführt“. Vielmehr habe er 1935 sogar ein Gesetz zur Gründung einer Reichsakademie der Forschung verhindert. Das habe die Wissenschaft beschränken und nazistisch ausrichten sollen. In der Verhandlung wurden ferner eine große Zahl von „Persilscheinen“ von Starks Rechtsanwälten vorgelegt, nach denen er u. a. auch zwei jüdische Kollegen unterstützt habe.
Albert Einstein war im Verfahren um eine Einschätzung gebeten worden. Er attestierte Stark, „stets ein höchst egozentrischer Mensch von ungewöhnlich starkem Geltungsbewußtsein“ gewesen zu sein, der zudem eine „paranoide Persönlichkeit“ aufweise.

### Tod
Stark verbrachte seine letzten Lebensjahre auf seinem Gut Eppenstatt bei Traunstein in Oberbayern, wo er 1957 im Alter von 83 Jahren starb. Beerdigt wurde er in Schönau am Königssee auf dem Bergfriedhof.

## Auszeichnungen und Ehrungen
- 1919: Nobelpreis für Physik
- 1937: Ernennung zum Ehrenmitglied des Reichsinstituts für Geschichte des neuen Deutschlands aufgrund seiner besonderen Verdienste als Mitglied des Forschungsabteilung Judenfrage[31]
- 1939: Goethe-Medaille für Kunst und Wissenschaft
- 1970: Mondkrater auf der Mondrückseite, wurde am 12. August 2020 aberkannt.[32]
- Benennung der Dr.-Johann-Stark-Straße, Weiden/OPf.Dr.-Johann-Stark-Straße, Weiden/OPf., Gewerbegebiet Pfreimter Weiher (2020)  in Weiden in der Oberpfalz[1]

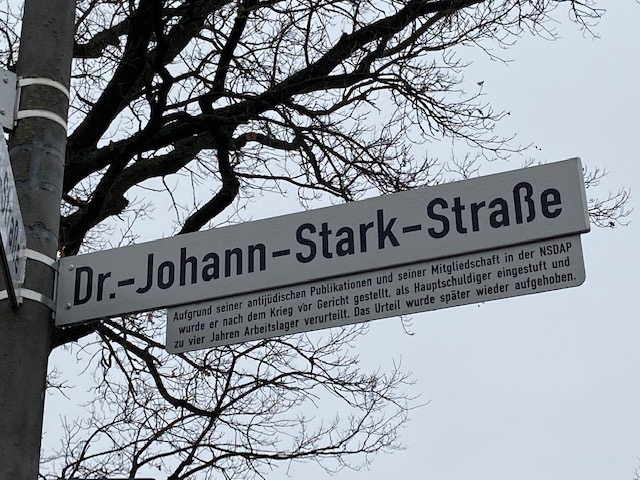
Dr.-Johann-Stark-Straße, Weiden/OPf., Gewerbegebiet Pfreimter Weiher (2020)

- Benennung der Johannes-Stark-Straße in Amberg (später umbenannt in Heinrich-Hertz-Straße)[1]
- Benennung der Johannes-Stark-Straße in Hahnbach.[33]
- Benennung der Johannes-Stark-Straße in Poppenricht.[33]
- Benennung der Professor-Stark-Straße von Tanzfleck zu Starks Geburtsort Schickenhof.[33]

## Schriften (Auswahl)
Physikalische Schriften:
- mit Paul Sophus Epstein: Der Stark-Effekt. Battenberg Verlag 1965 (Nachdruck seiner Arbeiten zum Stark-Effekt)
- Die Entladung der Elektricität von galvanisch glühender Kohle in verdünntes Gas. (Sonderabdruck aus Annalen der Physik und Chemie. Neue Folge, Band 68). Leipzig 1899
- Der elektrische Strom zwischen galvanisch glühender Kohle und einem Metall durch verdünntes Gas. (Sonderabdruck aus Annalen der Physik und Chemie. Neue Folge, Band 68). Leipzig 1899
- Aenderung der Leitfähigkeit von Gasen durch einen stetigen elektrischen Strom. (Sonderabdruck aus Annalen der Physik. 4. Folge, Band 2). Leipzig 1900
- Ueber den Einfluss der Erhitzung auf das elektrische Leuchten eines verdünnten Gases. (Sonderabdruck aus Annalen der Physik. 4. Folge, Band 1). Leipzig 1900
- Ueber elektrostatische Wirkungen bei der Entladung der Elektricität in verdünnten Gasen. (Sonderabdruck aus Annalen der Physik. 4. Folge, Band 1). Leipzig 1900
- Kritische Bemerkungen zu der Mitteilung der Herren Austin und Starke über Kathodenstrahlreflexion. (Sonderabdruck aus Verhandlungen der Deutschen Physikalischen Gesellschaft. Jahrgang 4, Nr. 8). Braunschweig 1902
- Prinzipien der Atomdynamik. Teil 1: Die elektrischen Quanten. Leipzig 1910
- Prinzipien der Atomdynamik. Teil 2: Die elementare Strahlung. Leipzig 1911
- Schwierigkeiten für die Lichtquantenhypothese im Falle der Emission von Serienlinien. (Sonderabdruck aus Verhandlungen der Deutschen Physikalischen Gesellschaft. Jahrgang XVI, Nr. 6). Braunschweig 1914
- Bemerkung zum Bogen- und Funkenspektrum des Heliums. (Sonderabdruck aus Verhandlungen der Deutschen Physikalischen Gesellschaft. Jahrgang XVI, Nr. 10). Braunschweig 1914
- Folgerungen aus einer Valenzhypothese. III. Natürliche Drehung der Schwingungsebene des Lichtes. (Sonderabdruck aus Jahrbuch der Radioaktivität und Elektronik. Heft 2, Mai 1914), Leipzig 1914
- Methode zur gleichzeitigen Zerlegung einer Linie durch das elektrische und das magnetische Feld. (Sonderabdruck aus Verhandlungen der Deutschen Physikalischen Gesellschaft. Jahrgang XVI, Nr. 7). Braunschweig 1914
- Prinzipien der Atomdynamik. Teil 3: Die Elektrizität im chemischen Atom. Leipzig 1915
- Natur der chemischen Valenzkräfte. 1922
- Die Axialität der Lichtemission und Atomstruktur. Berlin 1927
- Atomstruktur und Atombindung. A. Seydel, Berlin 1928
- Atomstrukturelle Grundlagen der Stickstoffchemie. Leipzig 1931
- Fortschritte und Probleme der Atomforschung. Leipzig 1931
- Physik der Atomoberfläche. 1940

Politische Schriften:
- Die kulturgeschichtliche Bedeutung der physikalisch-technischen Idee. Aachen 1912
- Die gegenwärtige Krisis in der deutschen Physik. 1922
- mit Philipp Lenard: Hitlergeist und Wissenschaft. 1924
- Die Verjudung der deutschen Hochschulen. In: Nationalsozialistische Monatshefte, Heft 8 (November 1930)
- Nationalsozialismus und Katholische Kirche. 1931
- Zentrumspolitik und Jesuitenpolitik. 1931
- Nationalsozialismus und Katholische Kirche. II. Teil: Antwort auf Kundgebungen der deutschen Bischöfe. 1931
- Nationalsozialismus und Lehrerbildung. 1931
- Nationale Erziehung, Zentrumsherrschaft und Jesuitenpolitik. 1932
- Adolf Hitlers Ziele und Persönlichkeit. 1932
- Adolf Hitler und die deutsche Forschung. Ansprachen auf der Versammlung der Deutschen Forschungsgemeinschaft in Hannover. Berlin, 1934.
- Nationalsozialismus und Wissenschaft. 1934
- The Pragmatic and the Dogmatic Spirit in Physics. In: Nature 141 (1938), S. 770–772
- mit Wilhelm Müller: Jüdische und deutsche Physik. Vorträge an der Universität München, 1941

Sonstiges:
- Johannes Stark, Andreas Kleinert (Hrsg.): Erinnerungen eines deutschen Naturforschers. Bionomica-Verlag, Mannheim 1987, ISBN 3-88208-011-6 (falsch im Buch: 3-88208-0-6).